# Ghidfalău
Ghidfalău es una comuna ubicada en el distrito de Covasna, Rumania.

## Superficie
Posee una superficie de 68,47 kilómetros cuadrados.

## Demografía
Hasta 2021 la población era de 2614 habitantes, con una densidad de población de 38,18 habitantes por kilómetro cuadrado.